# 法蘭西絲·艾瑪·巴伍德
法蘭西絲·艾瑪·巴伍德（英語：Frances Emma Barwood）是美國政治人物，曾任鳳凰城副市長和鳳凰城市議員。
1997年3月13日鳳凰城光點事件發生後，巴伍德曾在市議會會議上詢問有關問題，其後又曾寫信給聯邦參議員約翰·馬侃要求對該事件進行調查。由於認真對待鳳凰城光點事件的態度，使她備受非議。
巴伍德也是1998年亞利桑那州州務卿選舉的參選者之一，競選承諾包括改進選民登記程序和要求對鳳凰城光點事件做出解釋，其競選主任為史蒂芬·巴塞特。

## 外部連結
- 法蘭西絲·艾瑪·巴伍德在互联网电影资料库（IMDb）上的資料（英文）